# Yuki Kajiura
Yuki Kajiura (梶浦由記) er en japansk komponist, musiker, sanger og producer af videospilmusik, blandt andet kendt for hendes arbejde med musikken til Kara no Kyoukai (Syndernes have)-serien.

## Karriere
Hun har spillet musik siden 1972, da hun akkompagnerede sin fader på pianoet. Hun flyttede til Vesttyskland da hendes fader blev udstationeret der senere samme år. Lige inden hun forlod Japan havde hun som 7-årig komponeret sit første stykke musik, “Thank you, Good-bye” som en afskedssang til sin bedstemoder, der forblev i Japan.
Hun flyttede senere tilbage til Japan for at færdiggøre sin skolegang og skrev ikke mere musik indtil slutningen af teenageårene. Hun blev uddannet på et college og begyndte at arbejde som systemprogrammør til 1992, da hun besluttede at rette opmærksomheden mod musikken og debuterede i bandet "See-Saw".

### See-Saw
I juli 1992 dannedes kvinde-trioen See-Saw bestående af Chiaki Ishikawa (forsanger), Yuki Kajiura (back-up sanger, keyboards) og Yukiko Nishioka. I de følgende to år udgav See-Saw 6 singler og 2 albummer indtil 1995, da gruppen opløstes.
Nishioka besluttede sig for en karriere som forfatter, hvorimod Yuki fortsatte som solokomponist og skrev musik til anime-film, TV, reklamer, videospil og til andre musikere..
See-Saw gendannedes i 2001 med Yuki og Chiaki Ishikawa og fik nye hits. Blandt See-Saws største hits var sluttemaet til Mobile Suit Gundam SEED ("Anna ni Issho Datta no ni"), der blev solgt i over 200.000 eksemplarer, hvilket var en sensation i anime-branchen. I 2002 medvirkede See-Saw i Mashimo's projekt, .hack//SIGN, der blev kendt som et kombineret tv og spil og hvis soundtrack blev solgt i over 300.000 eksemplarer. "Dream Field", See-Saws første originale album fra 2003 blev ligeledes et hit med over 100.000 solgte eksemplarer.

### Fiction
Samme år, 2003, udkom tillige hendes første soloalbum, "Fiction".

### Samarbejde med Koichi Mashimo
I 2001 begyndte Yuki Kajiura at komponere "Noir" til Koichi Mashimo, med hvem hun fortsatte samarbejdet i flere projekter.
Kajiura nød under dette samarbejde fuld frihed til selv at udtænke det musikalske koncept og til at komponere musikken efter sit eget hoved, hvilket bidrog til samarbejdets succes. Når musikstykkerne var færdige ville Mashimo selv udvælge de stykker musik, han fandt egnede til de enkelte steder og lade dem indgå der. Blandt de projekter, de sammen lavede, var El Cazador de la Bruja fra 2007.

### FictionJunction
Yuki Kajiura startede FictionJunction-projektet med Yuuka Nanri i 2003, senere tilkom sangerne Wakana Ootaki, Keiko Kubota, Kaori Oda og Asuka Kato. Ved gruppens koncertoptrædender har Yuki Kajiura deltaget som musiker på keyboards og back-up-sangerinde. Ved siden af musikarbejdet i gruppen har Yuki lavet soloprojekter for de enkelte sangerinder i gruppen således Yuuka Nanri (under projektnavnet "FictionJunction YUUKA"), Keiko Kubota ("FictionJunction KEIKO") og Wakana Ootaki ("FictionJunction WAKANA").
I 2009 stod Fiction Junction for indspilningen af åbningstemaet til Pandora Hearts, Parallel Hearts, idet Yuki Kajiura skrev det meste af musikken til showet.

### Kalafina
I 2007 startede hun Kalafina-projektet med sangerinderne Wakana Ootaki, Keiko Kubota, Hikaru Masai og Maya Toyoshima (der siden forlod gruppen). Kalafina udgav sit første album, "Seventh Heaven" i 2009. Kalafina har stået for inspilningen af store dele af den anime-filmmusik, som Yuki Kajiura har skrevet, således i 2011 sluttemaet til Puella Magi Madoka Magica og i 2012 åbningstemaet til Fate/Zero.

### Fiction II
I 2011 udgav Yuki sit andet soloalbum, "Fiction II", mestendels bestående af sange med engelske tekster.
Yuki Kajiura fortsætter i dag karrieren som komponist og samarbejdet med FictionJunction, Kalafina, og animation, documentary og live action movie studios og har udvist en hidtil usvækket evne til at skrive iørefaldende musik.

## Diskografi

### Anime-film
| Anime-titel                                | Udgivelsesår | Director                       |
| ------------------------------------------ | ------------ | ------------------------------ |
| Kimagure Orange Road                       | 1996         | Osamu Kobayashi                |
| Eat-Man                                    | 1997         | Koichi Mashimo                 |
| Noir                                       | 2001         | Koichi Mashimo                 |
| Aquarian Age                               | 2002         | Yoshimitsu Ohashi              |
| .hack//SIGN                                | 2002         | Koichi Mashimo                 |
| .hack//Liminality                          | 2002         | Koichi Mashimo                 |
| Le Portrait de Petit Cossette              | 2004         | Akiyuki Shinbo                 |
| Madlax                                     | 2004         | Koichi Mashimo                 |
| My-HiME                                    | 2004         | Masakazu Obara                 |
| My-Otome                                   | 2005         | Masakazu Obara                 |
| Tsubasa Chronicle                          | 2005         | Koichi Mashimo Hiroshi Morioka |
| Elemental Gelade                           | 2005         | Shigeru Ueda                   |
| My-Otome Zwei                              | 2006         | Masakazu Obara                 |
| Fist of the North Star True Saviour Legend | 2007         | Toyoo Ashida                   |
| El Cazador de la Bruja                     | 2007         | Koichi Mashimo                 |
| Tsubasa TOKYO REVELATIONS                  | 2007–2008    | Shunsuke Tada                  |
| Tsubasa Shunraiki                          | 2009         | Shunsuke Tada                  |
| Pandora Hearts                             | 2009         | Takao Kato                     |
| Puella Magi Madoka Magica                  | 2011         | Akiyuki Shinbo                 |
| Fate/Zero                                  | 2011         | Ei Aoki                        |

Sword Art Online 2012

### Musik og lydspor til spil
| Spiltitel                                                     | Spilplatform  | Udgivelsesår | Firma                       |
| ------------------------------------------------------------- | ------------- | ------------ | --------------------------- |
| Double Cast ダブルキャスト (Daburukyasuto)                    | PlayStation   | 1998         | Sony Computer Entertainment |
| Meguri-aishite めぐり愛して (Meguriaishite)                   | PlayStation   | 1999         | SME                         |
| Blood: The Last Vampire                                       | PlayStation 2 | 2000         | Sony Computer Entertainment |
| Xenosaga Episode II: Jenseits von Gut und Böse (Movie scenes) | PlayStation 2 | 2004         | Namco                       |
| Xenosaga Episode III: Also sprach Zarathustra                 | PlayStation 2 | 2006         | Namco                       |

### Musik og lydspor til film
| Filmtitel                                                       | Udgivelsesår | Director                                |
| --------------------------------------------------------------- | ------------ | --------------------------------------- |
| Tokyo-Kyodai                                                    | 1995         | Jun Ichikawa                            |
| Ruby Fruit                                                      | 1995         | Takumi Kimiduka                         |
| Rainbow                                                         | 1999         | Naoto Kumazawa                          |
| Boogiepop and others                                            | 2000         | Ryu Kaneda                              |
| MOON                                                            | 2000         | Takumi Kimiduka                         |
| Tsubasa Reservoir Chronicle Movie: Princess in Birdcage Kingdom | 2005         | Itsuro Kawasaki                         |
| Kara no Kyoukai movies                                          | 2007–2009    | Ei Aoki, Takuya Nonaka & Mitsuru Oburai |
| Achilles and the Tortoise                                       | 2008         | Takeshi Kitano                          |

### Musik og lydspor til musicals
| Musicaltitel             | Udgivelsesår |
| ------------------------ | ------------ |
| Sakura-Wars              | 1998         |
| Fine                     | 1998         |
| FUNK-a-STEP              | 1998         |
| FUNK-a-STEP II           | 1999         |
| Christmas Juliette       | 1999–2000    |
| High-School Revolution   | 2000         |
| Christmas Juliette       | 2000         |
| Shooting-Star Lullaby    | 2001         |
| Love's Labour's Lost/SET | 2002         |
| Angel Gate               | 2006         |

### Soloalbummer
| Album titel | Udgivelsesår |
| ----------- | ------------ |
| Fiction     | 2003         |
| Fiction II  | 2011         |

### Albummer, Yuki har været producent for
| Album titel       | Artist                | Udgivelsesår |
| ----------------- | --------------------- | ------------ |
| I have a dream    | See-Saw               | 1993         |
| See-Saw           | See-Saw               | 1994         |
| Early Best        | See-Saw               | 2003         |
| Dream Field       | See-Saw               | 2003         |
| melody            | Saeko Chiba           | 2003         |
| everything        | Saeko Chiba           | 2004         |
| Destination       | FictionJunction YUUKA | 2004         |
| Circus            | FictionJunction YUUKA | 2007         |
| Re/oblivious      | Kalafina              | 2008         |
| Everlasting Songs | FictionJunction       | 2009         |
| Seventh Heaven    | Kalafina              | 2009         |
| Red Moon          | Kalafina              | 2010         |
| After Eden        | Kalafina              | 2011         |

### Compilation albums
| Album Titel              | Udgivelsesår |
| ------------------------ | ------------ |
| The Works for Soundtrack | 2011         |

### Andre engagementer
| Genre       | Projekt                                  | Medvirken | År   |
| ----------- | ---------------------------------------- | --- | ---- |
| Anime       | Jura Tripper                             | Sluttema | 1995 |
| Anime       | Mobile Suit Gundam Seed                  | Sluttema & mellemtemaer | 2002 |
| Anime       | Chrono Crusade                           | Sluttema (Sayonara Solitaire) | 2003 |
| Game        | .hack//QUARANTINE                        | Sangen Yasashii Yoake(også anvendt i .hack//SIGN) | 2003 |
| Anime       | The World of Narue                       | Sluttema | 2003 |
| Anime       | Mobile Suit Gundam Seed Destiny          | Sluttema & mellemtemaer | 2004 |
| Anime       | .hack//Legend of the Twilight            | Sluttema | 2004 |
| Anime       | Loveless                                 | Gennemgående tema | 2005 |
| Anime       | Shōnen Onmyōji                           | Åbningstemaet | 2006 |
| Anime       | Simoun                                   | Åbningstemaet | 2006 |
| Anime       | .hack//Roots                             | Åbningstemaet | 2006 |
| Anime       | Bakumatsu Kikansetsu Irohanihoheto       | Åbningstemaet | 2006 |
| Anime       | My-Otome Zwei                            | Sluttemaerne 2-3 | 2007 |
| Anime       | Baccano!                                 | Sluttema | 2007 |
| Anime       | Amatsuki                                 | Sluttema | 2008 |
| TV Drama    | Negima (Live Action)                     | Sluttema | 2008 |
| Anime       | Kuroshitsuji                             | Sluttema | 2008 |
| Documentary | Unknown Episodes of History - Historia   | Soundtrack | 2009 |
| Anime       | So Ra No Wo To                           | Åbningstemaet | 2010 |
| Anime       | Ōkami Kakushi                            | Gennemgående tema | 2010 |
| Anime       | Eve no Jikan                             | Sluttema | 2010 |
| Game        | Nobunaga's Ambition                      | Gennemgående tema | 2010 |
| Anime       | Kuroshitsuji II                          | Mellemtemaer | 2010 |
| TV Drama    | 15 Sai no Shiganhei                      | Music | 2010 |
| Game        | .hack//Link                              | Bidraget med tidligere skrevne sange: Edge, (fra .hack//Liminality Volume 1: In the Case of Mai Minase) Obsession fra .hack//SIGN og Silly-Go-Round. (fra .hack//Roots) | 2010 |
| Documentary | Unknown Episodes of History - Historia 2 | Soundtrack | 2011 |
| Anime       | Sacred Seven                             | Åbningstemaet | 2011 |
| Game        | Senritsu no Stratus                      | Åbningstemaet | 2011 |
| Anime       | Sword Art Online                         | Gennemgående tema | 2012 |

### Musikgrupper
Kajiura Yuki har skrevet sange til følgende musikgrupper:
- See-Saw
- FictionJunction
- Kalafina

### Artister
Kajiura Yuki har skrevet sange til følgende musikere:
- (ああ Aa) fra savage genius
- (新居昭乃 Arai Akino)
- (有坂美香 Arisaka Mika)
- Emily Bindiger
- (千葉紗子 Chiba Saeko)
- Emily Curtis
- Margaret Dorn
- Fion
- Nicolette Grogoroff
- (林原めぐみ Hayashibara Megumi)
- (引田香織 Hikita Kaori)
- (久川 綾 Hisakawa Aya)
- (井上麻里奈 Inoue Marina)
- (石川智晶 Ishikawa Chiaki) fra See-Saw
- (石塚まみ Ishizuka Mami)
- (石田 燿子 Ishida Yoko)
- (伊東恵里 Itō Eri)
- (貝田 由里子 Kaida Yuriko)
- (笠原 ゆり Kasahara Yuri)
- (加藤あすか Katō Asuka) fra FictionJunction ASUKA
- (菊地美香 Kikuchi Mika)
- (小清水 亜美 Koshimizu Ami)
- Kubota Keiko  (窪田啓子) fra FictionJunction KEIKO og Kalafina

- Kuwashima Hōko  (桑島法子)
- Deb Lyons
- Makino Yui  (牧野由依)
- Masai Hikaru  (政井光) fra Kalafina
- Minami Omi  (南 央美)
- Miyamura Yūko  (宮村優子)
- Nanri Yūka  (南里侑香) fra FictionJunction YUUKA
- Nishikawa Kaori
- Nishina Kaori  (仁科かおり)
- Oda Kaori  (織田かおり) fra FictionJunction KAORI
- (小川範子 Ogawa Noriko)
- Okina Reika  (翁 鈴佳)
- Ōtaki Wakana  (大滝若菜) fra FictionJunction WAKANA og Kalafina
- Saitō Kaoru  (斉藤かおる)
- (関 智一 Seki Tomokazu)
- (田中理恵 Tanaka Rie)
- (鱈子 TARAKO)
- Tokyo Philharmonic Chorus  (東京混声合唱団)
- Tomaru Hanae  (戸丸華江)
- Toyoshima Maya  (豊島摩耶) fra Kalafina (tidligere medlem)
- Tulivu-Donna Cumberbatch
- (若月さら Wakatsuki Sara)
- (ゆかな Yukana)